# 南鄭区
南鄭区（なんてい-く）は中華人民共和国陝西省漢中市に位置する市轄区。

## 歴史
南鄭は周には漢水上中流地区の重鎮とされ、戦国時代には南鄭県が設置されている。前451年、秦により南鄭に城市が築かれてより漢中郡の中心地とされ、劉邦が漢王として南鄭に都城を設置、後漢末の五斗米道でも南鄭に政権が樹立された。
554年（廃帝3年）、西魏により南鄭県は光義県と改称されたが、583年（開皇3年）に隋により再び南鄭県に改称された。1958年末、南鄭県が廃止となり漢中市に一時編入されたが、1961年9月に再び南鄭県が設置された、2017年7月に市轄区の南鄭区に改編され現在に至る。

## 行政区画
- 街道:漢山街道、中所営街道、大河坎街道、胡家営街道、梁山街道、陽春街道、協税街道、青樹街道
- 鎮:聖水鎮、高台鎮、新集鎮、濂水鎮、黄官鎮、紅廟鎮、牟家壩鎮、法鎮、湘水鎮、小南海鎮、碑壩鎮、黎坪鎮、福成鎮、両河鎮